# Shit happens

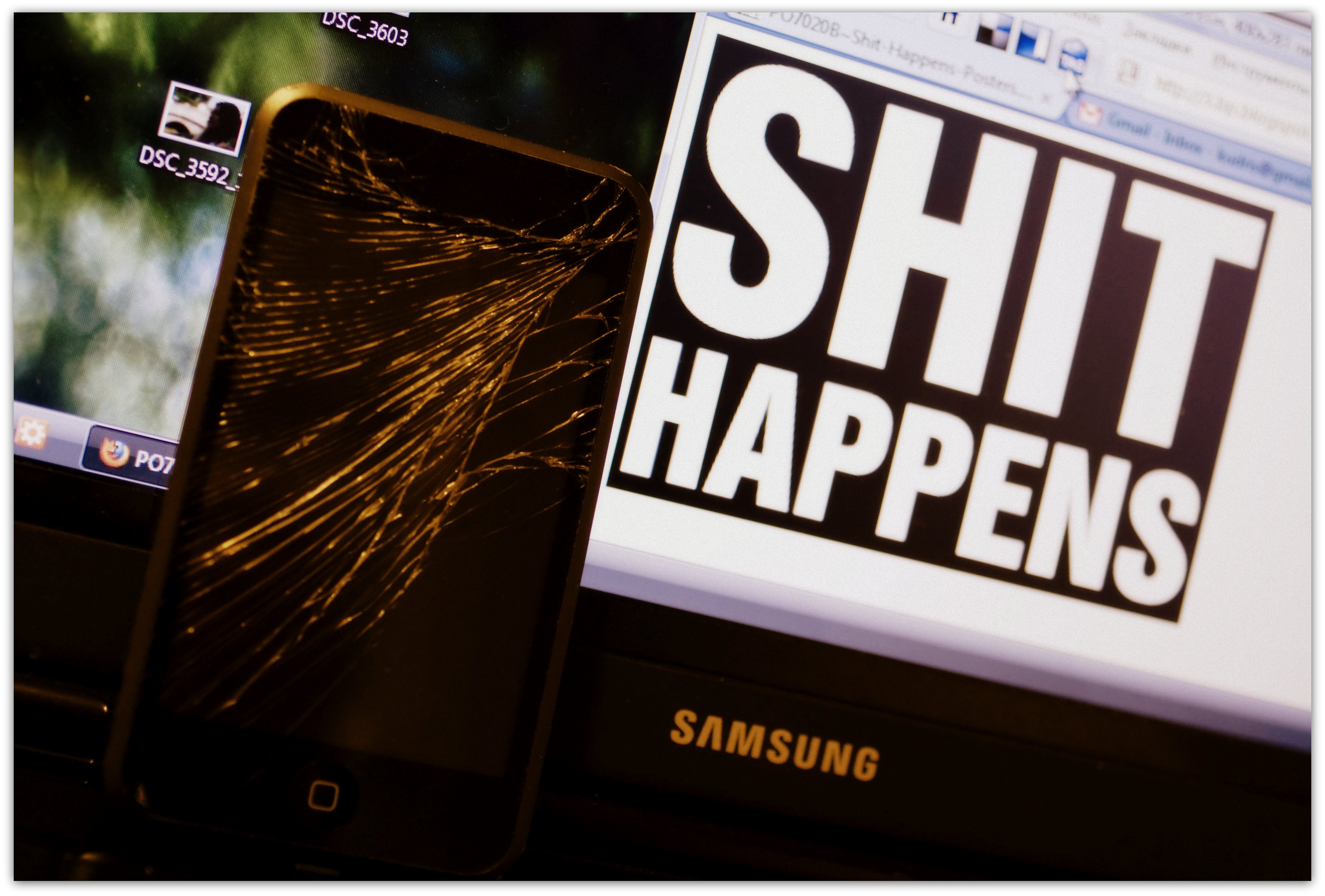
Разбитый iPod touch на фоне выражения «Shit happens»

«Shit happens» (с англ. — «Дерьмо случается») — констатация факта, что жизнь наполнена несовершенствами. В какой-то мере, по смыслу близко к французскому выражению C'est la vie (се ля ви — такова жизнь).

## Использование
Является распространённым английским сленговым выражением, которое часто произносят, когда хотят немного приободрить себя или собеседника, предложить взглянуть на вещи (как правило, какую-то определённую неприятность) с философской точки зрения: плохие вещи случаются с людьми подчас не по их вине, без каких-либо причин. Также используются эвфемизмы, например, stuff happens и it happens.

## Происхождение
Источник выражения, также как и первые его упоминания, не установлен. В обзоре сборника цитат и крылатых выражений критик и обозреватель американского еженедельника The New Yorker Луи Менан (англ. Louis Menand) отметил, что ему было «чрезвычайно интересно узнать, среди прочего, что фраза «Shit happens» была напечатана в 1983 году в публикации Конни Эйбла (Connie Eble), озаглавленной UNC-CH Slang (вероятно, Университета Северной Каролины в Чаппел-Хилл)». Фраза была популярна до начала 1988 года, появившись, в частности, в первоапрельском номере студенческой газеты The Daily Collegian[en] (Пенсильванский государственный университет). В этом же году один водитель был обвинён в оскорблении морали за то, что прикрепил стикер со слоганом «Shit happens» к бамперу своей машины.

## Отражение в культуре
- В сети Интернет получил широкое хождение большой список шуток, представляющих различные религиозные и философские взгляды на мысль, заключённую во фразе «Shit happens», так называемый «Shit List». В нём собраны трактовки фразы с точки зрения христианства, ислама, буддизма, экзистенциализма, коммунистической идеологии и т. д. Например «Иудаизм: Почему это дерьмо всегда случается именно с нами?»[4].
- Вымышленная история происхождения выражения «Shit happens» показана в фильме «Форрест Гамп» (1994). Герой Тома Хэнкса совершает забег от восточного побережья США до западного. Однажды к бегущему Форресту обратился за советом человек, делающий наклейки на бамперы: он не мог придумать хороший слоган. В это время Форрест наступает в кучу экскрементов, на что поклонник обращает внимание: «О, вы наступили в собачье говно!». Форрест отвечает: «Это случается» (It happens). «Что, дерьмо?» — переспрашивает слоган-мейкер, на что Гамп отвечает: «Иногда» (Sometimes). Так бизнесмен придумывает нужную фразу. Через несколько лет Форрест узнал, что тот человек выпустил новую наклейку и хорошо на ней заработал. В телеверсии фильма во время диалога Форреста со слоган-мейкером слово «shit» заглушено, а две его первые буквы в изображении стикера замазаны (осталось слово it — «это»).

## Правовой статус
- Несмотря на то, что стикеры для бамперов со слоганом «Shit happens» популярны на всей территории США, в одном из штатов (Джорджия) была попытка запретить их использование. Однако верховный суд штата определил, что запрет на изготовление непристойных или вульгарных стикеров, а также на нанесение их на транспортные средства, неконституционен[5].